# Nguyễn Trường Xuân
Nguyễn Trường Xuân (sinh 1946) là đại biểu Quốc hội Việt Nam khóa X. Ông thuộc đoàn đại biểu Bạc Liêu.
Tên thường gọi:
Ngày sinh:
Giới tính: Nam
Dân tộc: Kinh
Tôn giáo: Không
Quê quán: Phú Thọ
Trình độ chính trị: Cao cấp
Trình độ chuyên môn: Cao cấp Lý luận chính trị
Nghề nghiệp, chức vụ: Đại tá, Uỷ viên Ban thường vụ tỉnh uỷ, Chỉ huy trưởng BCH Quân sự tỉnh Bạc Liêu
Nơi làm việc: Bộ chỉ huy Quân sự tỉnh Bạc Liêu
Nơi ứng cử: Bạc Liêu
Đại biểu Quốc hội khoá: X
Đại biểu chuyên trách: Không
Đại biểu Hội đồng Nhân dân: Không